# Uduba rinha
Espèce
Uduba rinha est une espèce d'araignées aranéomorphes de la famille des Udubidae.

## Distribution
Cette espèce est endémique de Madagascar. Elle se rencontre dans le nord de l'île.

## Description
Le mâle holotype mesure 10,00 mm et la femelle paratype 8,60 mm, les mâles mesurent de 8,14 à 10,00 mm et les femelles de 8,60 à 10,60 mm.

## Systématique et taxinomie
Cette espèce a été décrite par Griswold, Ubick, Ledford et Polotow en 2022.

## Étymologie
Cette espèce est nommée en l'honneur de Harin'Hala Rin'Ha (Rasolondalao Harin’Hala Hasinjaka).

## Publication originale
- Griswold, Ubick, Ledford & Polotow, 2022 : « A revision of the Malagasy crack-leg spiders of the genus Uduba Simon 1880 (Araneae, Udubidae), with description of 35 new species from Madagascar. » Proceedings of the California Academy of Sciences, sér. 4, vol. 67, Supplement II, p. 1-193 (texte intégral).